# St. Gertrud (Pattensen)

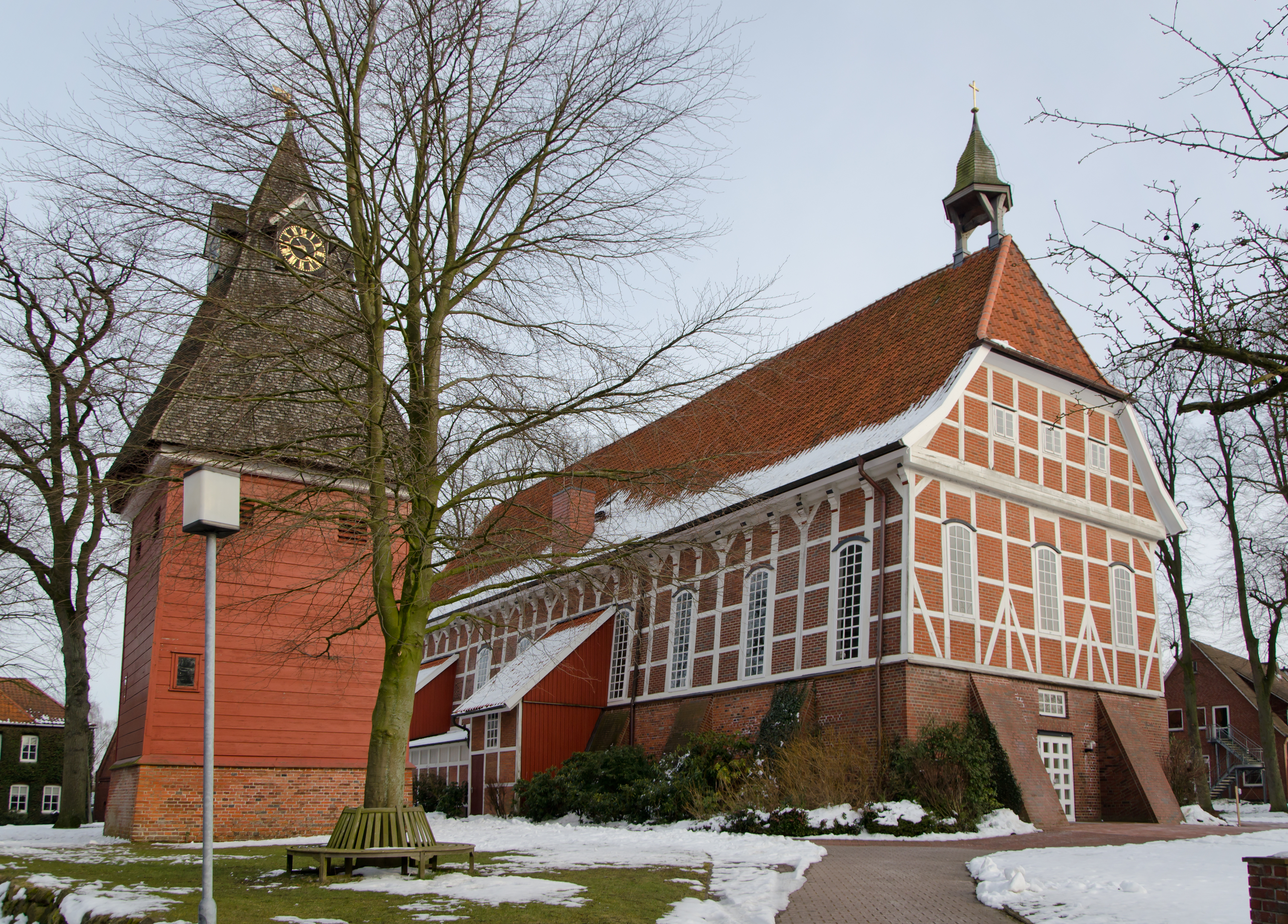
St. Gertrud

Die evangelisch-lutherische denkmalgeschützte Kirche St. Gertrud steht in Pattensen, einem Ortsteil von Winsen (Luhe) im Landkreis Harburg in Niedersachsen. Die Kirchengemeinde gehört zum Kirchenkreis Winsen (Luhe) im Sprengel Lüneburg der Evangelisch-lutherischen Landeskirche Hannovers.

## Geschichte
In einer Urkunde von 1233 wird erstmals ein Pfarrer in Pattensen genannt. 1627 wurde die Kirche eingeäschert, 1628–29 als Fachwerkkirche wiederaufgebaut. Der hölzerne Glockenstuhl steht abseits im Norden. 1975 wurde die Kirche grundlegend restauriert.

## Beschreibung
Die stattliche Saalkirche hat einen fünfseitigen Abschluss im Osten. Das untere Drittel der Mauern mit den Strebepfeilern ist aus Backsteinen, darüber wurde das mit Backsteinen ausgefachte Holzfachwerk errichtet. Die Konsolen an den Längsseiten des Kirchenschiffs tragen das Krüppelwalmdach. Der Glockenstuhl trägt ein Pyramidendach, in dessen Dachgauben sich die Zifferblätter der Turmuhr befinden.
Der Innenraum ist mit einer Flachdecke überspannt. Die L-förmige Empore steht auf hölzernen Stützen mit kräftigen Kopfbändern. Zur Kirchenausstattung gehört ein Altarretabel, in dessen Zentrum der Kalvarienberg gemalt ist. In der Predella wird das Abendmahl dargestellt. An den Ecken der Kanzel befinden sich geschnitzte Hermen. Die Orgel mit 15 Registern, verteilt auf zwei Manuale und ein Pedal, wurde 1885 von Johann Hinrich Röver gebaut und 1982 von Martin Haspelmath restauriert.